# Deutsche Volleyball-Bundesliga 2000/01 (Frauen)
Die Saison 2000/01 der Volleyball-Bundesliga war die fünfundzwanzigste Ausgabe dieses Wettbewerbs. Der Schweriner SC konnte seinen Titel aus dem Vorjahr verteidigen und wurde zum vierten Mal Deutscher Meister.

## Mannschaften
In dieser Saison spielten folgende elf Mannschaften in der ersten Liga:
- Volley Cats Berlin
- VC Olympia Berlin
- TV Creglingen
- Dresdner SC
- SCU Emlichheim
- DJK Karbach
- Bayer 04 Leverkusen
- Bayern Lohhof
- USC Münster
- Schweriner SC
- SSV Ulm Aliud Pharma

Als Titelverteidiger trat der Schweriner SC an. Aus der zweiten Liga kamen SCU Emlichheim und Bayern Lohhof. Beim VC Olympia Berlin spielte die Juniorinnen-Nationalmannschaft „außer Konkurrenz“, weil sie von der Meisterrunde und der Abstiegsrunde ausgeschlossen war.

## Statistik

### Hauptrunde
|     | Verein             | Punkte | Sätze |
| --- | ------------------ | ------ | ----- |
| 1.  | Karbach            | 36:4   | 56:19 |
| 2.  | Dresden            | 34:6   | 52:18 |
| 3.  | Schwerin (M)       | 34:6   | 52:20 |
| 4.  | Münster (P)        | 28:12  | 48:24 |
| 5.  | Ulm                | 28:12  | 48:28 |
| 6.  | Leverkusen         | 14:26  | 29:45 |
| 7.  | Volley Cats Berlin | 12:28  | 27:47 |
| 8.  | Creglingen         | 12:28  | 25:46 |
| 9.  | Lohhof (N)         | 10:30  | 24:47 |
| 10. | VCO Berlin (S)     | 8:32   | 21:52 |
| 11. | Emlichheim (N)     | 4:36   | 20:56 |

|     | Rückzug in die 2. Bundesliga     |
| (M) | Meister der Vorsaison            |
| (P) | Pokalsieger der Vorsaison        |
| (N) | Aufsteiger aus der 2. Bundesliga |
| (S) | Sonderspielrecht                 |

### Meisterrunde
Deutscher Meister wurde der Schweriner SC. Zweiter war der USC Münster, Dritter DJK Karbach.

### Abstiegsrunde
Rückzügler nach der Saison war VC Olympia Berlin.